# Mariner 3
Mariner 3 est la troisième sonde spatiale du programme Mariner. Elle est lancée par la NASA le 5 novembre 1964 pour prendre des photographies de la planète Mars. Trois semaines plus tard, soit le 28 novembre 1964, Mariner 4 est lancée avec succès et, après 7 mois et demi de voyage, est la première sonde spatiale à survoler la planète Mars et à en prendre des photographies.

## Sommaire
La NASA approuve deux sondes spatiales pour le projet Mariner Mars 1964 en novembre 1962. L'objectif principal de Mariner 3, baptisé Mariner-C, est de photographier la surface de la planète Mars à l'aide d'une seule caméra de télévision fixée sur une plate-forme pouvant retourner jusqu'à 22 images après un voyage de près de huit mois, lors de son survol et les transmettre à la Terre et pour effectuer des mesures scientifiques. Mariner 3 doit étudier le milieu interplanétaire durant son voyage vers la planète Mars.

## Description du véhicule spatial
Mariner 3 est un véhicule spatial de 260,8 kg. L'énergie électrique nécessaire à toutes les expériences et à toutes les fonctions est fournie par 28 244 cellules photovoltaïques montées sur quatre panneaux solaires conçus pour se déployer en vol. Les cellules fournissent 700 W de puissance électrique, qui est convertie en différentes formes pour faire fonctionner la sonde spatiale et recharger l'accumulateur de bord. Lors du survol de la planète Mars, elles produisent toujours 300 W, ce qui représente une marge de sécurité pour la charge utile.

## Description des instruments

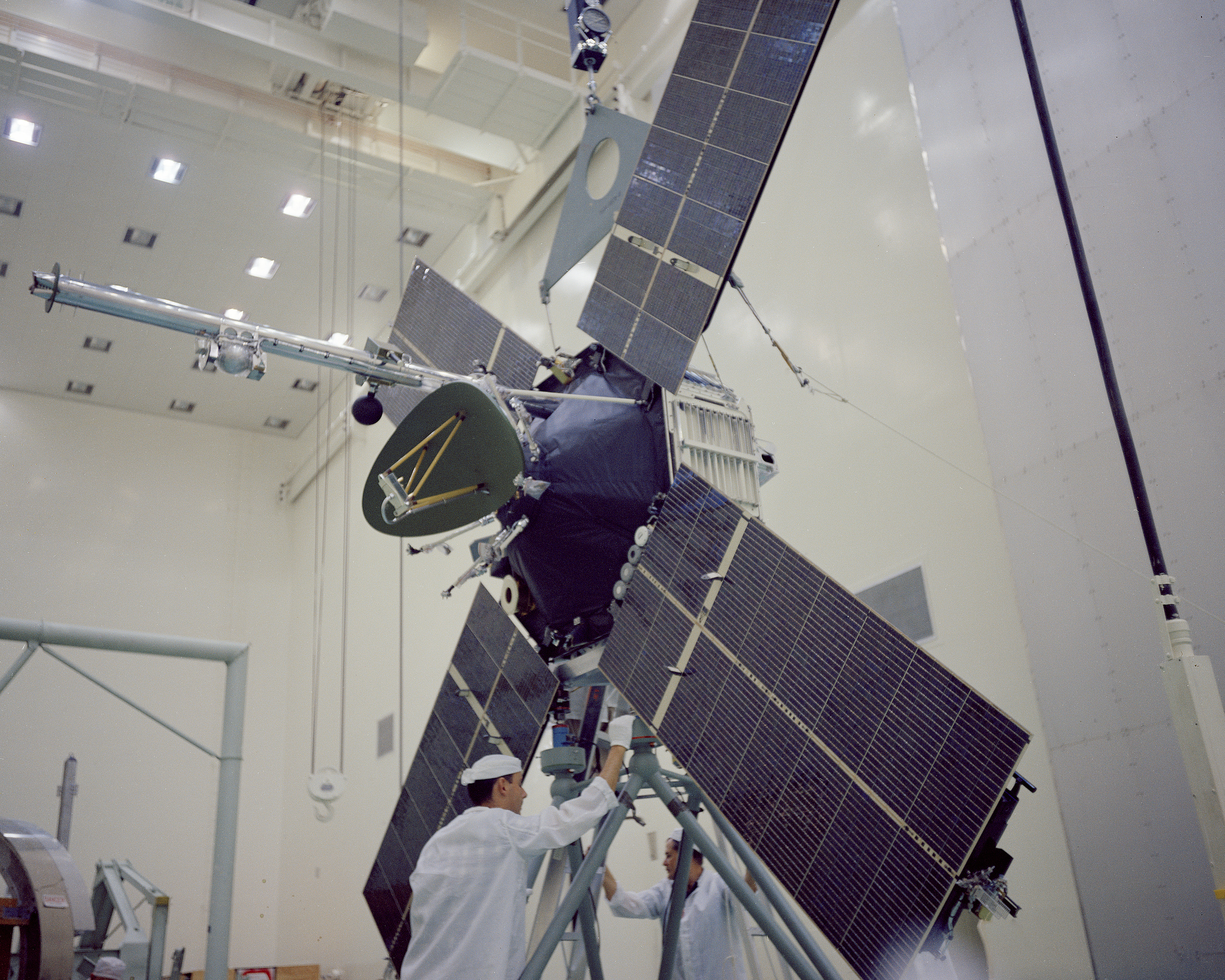
Photographie de la sonde peu avant son lancement.

La charge utile des expériences comprend six capteurs. Une sonde solaire est conçue pour mesurer les particules chargées constituant le vent solaire. Un détecteur de rayonnement est inclus pour mesurer les ceintures de Van Allen de la Terre, des formations similaires autour de la planète Mars et les phénomènes connexes dans le milieu interplanétaire. La chambre d'ionisation et le tube Geiger-Müeller sont destinés à mesurer l'ionisation provoquée par des particules chargées et à déterminer le nombre de particules ionisées. Un télescope à rayonnement cosmique est monté sur le côté de la sonde spatiale pour détecter les protons dans trois gammes d'énergie. Un magnétomètre à hélium est monté dans le haut du bras d'antenne à faible gain du véhicule spatial afin de minimiser l'effet du champ de la sonde spatiale. Un détecteur de poussières cosmiques complète les expériences. Il consiste en une plaque d'aluminium perpendiculaire à la vitesse de l'engin spatial. Deux détecteurs de pénétration de micrométéorites et un microphone de contact attaché à la plaque sont utilisés pour indiquer le mouvement, la direction et le nombre d'impacts.
La sonde spatiale a sept instruments :
- Caméra de télévision (Mars Television Camera), comprend un tube d'image de télévision Vidicon pour obtenir des images de la surface de Mars à une distance de 16 900 à 11 900 km. Le sous-système de commande est conçu pour obturer les optiques de la caméra toutes les 48 secondes, en plaçant devant l'objectif les filtres rouge et vert. L'appareil comprend un télescope de 30,5 cm de longueur focale et un champ de vision de 1,05° pour amener l'image de 1,4 cm2 dans le tube de télévision. La caméra de télévision Vidicon subit une conversion analogique-numérique et les données sont emmagasinées à 240 000 bits par image (chaque image comptait 200 lignes par 200 pixels, 6 bits par pixel) sur une bande magnétique à deux pistes de 0,64 cm sur 100 m de long, capable d'enregistrer un peu plus de 21 images. La vitesse de la bande sur la tête d'enregistrement doit être d'environ 31 cm par seconde, avec des arrêts entre les images pour économiser la bande. Deux images sur trois sont enregistrées sur la bande, donnant une chaîne de paires d'images en couleurs se chevauchant et s'étendant sur toute la surface de Mars. La séquence d'enregistrement des images est conçue pour commencer automatiquement. L'expérience n'a envoyé aucune donnée.
- Détecteur de poussières cosmiques (Cosmic Dust Detector), constitué d’une plaque d'impact en aluminium de 22 × 22 cm revêtue des deux côtés d'un matériau non conducteur et d'un transducteur acoustique à cristaux, collés sur un côté, est conçu pour surveiller en permanence le flux et la masse des poussières lors de sa trajectoire de la Terre à la planète Mars. La combinaison de la plaque d'impact et du film diélectrique-aluminium constitue un détecteur de pénétration sous la forme d'un condensateur. L'expérience vise également à observer le degré de concentration de particules de poussière près de la Terre et près de Mars, le taux de variation de la densité du flux de particules de poussière par rapport à la Terre et les effets perturbateurs de grands corps planétaires sur le comportement dynamique des particules de poussière. L'instrument est monté au-dessus de la plate-forme principale de la sonde spatiale, le boîtier du détecteur se trouvant juste à l'intérieur du bouclier thermique afin de le protéger du Soleil. Le capteur fait saillie à travers une ouverture du bouclier thermique. La mémoire de l'instrument se compose de deux registres d'analyse de données binaires de 8 bits et d'un accumulateur de microphone qui enregistre le nombre d'événements observés par l'instrument. L'instrument est conçu pour recevoir des données d'expérience concernant le mouvement des particules, la direction des particules entrantes, les impacts de particules inférieurs au seuil du microphone et les accumulations des événements du microphone. L'expérience demande que l'étalonnage durant la trajectoire vers la planète Mars soit effectué une fois par jour sur ordre du sol. L'expérience n'a envoyé aucune donnée.
- Télescope à rayonnement cosmique (Cosmic Ray Telescope), un ensemble de trois détecteurs en silicium conçu pour être utilisé sous la forme d'un télescope télémétrique pour déterminer le flux de protons de 15 à 70 MeV et de 70 à 170 MeV, les particules alpha de 15 à 70 MeV/nucléon et 70 meV/nucléon, ainsi que les protons et les particules alpha de 1,2 MeV/nucléon. Le détecteur est monté sur la sonde spatiale de manière qu'il pointe toujours dans la direction opposée au Soleil. L'expérience n'a envoyé aucune donnée.
- Détecteur de rayonnement (Trapped Radiation Detector), un détecteur composé de quatre tubes Geiger-Müeller et d'un dispositif électronique conçu pour détecter les protons (de 500 keV à 11 MeV) et les électrons (de 40 keV à 150 MeV) de faible énergie tandis que Mariner 3 se dirige vers la planète Mars. Les détecteurs sont orientés à 70 ° et 135 ° par rapport à l’axe de roulis du véhicule spatial. L'expérience n'a envoyé aucune donnée.
- Magnétomètre à hélium (Helium Magnetometer), un magnétomètre vectoriel à hélium à champ faible, à ne pas confondre avec le magnétomètre à vapeur de rubidium ou à vapeur d'hélium, est conçu pour mesurer le champ magnétique interplanétaire. Les trois composantes du champ doivent être mesurées simultanément, puis sont transmises ultérieurement en séquence. Chaque observation représente une moyenne de plus d'une seconde. C'est-à-dire que la réponse chute de 3 dB pour les fréquences de 1 Hz et les informations de fréquence supérieure sont perdues. Dans chaque trame de données, des mesures à quatre vecteurs sont effectuées, séparées par des intervalles de 1,5, 0,9 et 2,4 secondes. La trame entière est répétée toutes les 12,5 secondes. Il existe une incertitude de ± 0,35 nT par composant. La plupart des données de cette expérience proviennent de la région interplanétaire, mais certaines données proviennent de la planète Mars. L'expérience n'a envoyé aucune donnée.
- Détecteur de rayonnement cosmique (Cosmic Ray Ionization Detector), une chambre d'ionisation et un tube Geiger-Müeller sont conçus pour déterminer le flux de rayonnement cosmique non contaminé dans le milieu interplanétaire sont destinés à mesurer le flux omnidirectionnel moyen du rayonnement corpusculaire et le flux spécifique moyen entre la Terre et la planète Mars et à proximité de Mars. Les deux instruments compagnons doivent mesurer l'ionisation provoquée par les particules chargées et le nombre de particules supérieures à 0,5 meV pour les électrons et supérieures à 10 meV pour les protons. Le tube Geiger-Müeller est monté à distance du corps principal de la sonde spatiale. L'expérience n'a envoyé aucune donnée.
- Sonde solaire à plasma (Solar Plasma Probe), une cage de Faraday est montée à bord de Mariner 3 pour étudier le flux d'ions positifs du vent solaire dans la plage d'énergie de 30 eV à 10 keV. L'instrument a une plage allant de 5 × 10−5 à 5 × 10−9 particules de puissance/cm2. Il est monté avec l'axe central de l'ouverture de réception incliné de 10° par rapport à la ligne Soleil-Mariner 3. L'instrument est capable de mesurer les caractéristiques directionnelles du flux de plasma dans un cône de demi-angle de 15° (centré à 10° de la ligne Soleil-Mariner 3). L'instrument consiste en une coquille en forme de tasse avec quatre grilles et un collecteur. Les grilles extérieures et de blindage fonctionnent au potentiel mise à la terre. Les grilles de modulateur et de suppresseur sont isolées électriquement de la coque par des entretoises. Toutes les grilles sont construites en treillis métallique en tungstène. L'expérience n'a envoyé aucune donnée.

## Déroulement de la mission
Lors du lancement de Mariner 3 par le lanceur Atlas-Agena D # 11 (Atlas-D # 289 / Agena D # AD68 / 6931), le 5 novembre 1964 à 19 h 22 min 05 s TU depuis l'aire de lancement LC-12 de la base de lancement de Cap Canaveral, en Floride. La coiffe de l'étage Agena D ne réussit pas à se séparer de Mariner 3. De plus, la puissance de l'accumulateur tombe à zéro de façon intempestive (à T + 8 h 43 min) et les panneaux solaires de la sonde spatiale ne se déploient pas pour reconstituer l'alimentation. En raison du surplus de poids (puisque la coiffe est toujours attachée à Mariner 3), la sonde spatiale ne s'engage pas sur une trajectoire vers la planète Mars. La sonde se retrouve sur une orbite héliocentrique de 0,983 × 1,311 UA. Une enquête ultérieure indique que la couche interne en fibre de verre s'est séparé de la coiffe, empêchant ainsi son largage.